# Осичар
Осичар (лат. Pernis apivorus) је птица грабљивица која припада породици јастребова. У току лета присутна је у великом делу Европе, зими се сели на југ у Африку.

## Изглед
Осичар (лат. Pernis apivorus) достиже дужину од 54 – 65 cm, док му је распон крила 115 – 120 cm. У лету се лако разликује од мишара: његова глава, много мања и издуженија, више је истурена у односу на предњу линију крила; реп је такође тањи и дужи. Доња страна и бокови главе старих мужјака имају пепељастоплавичасту боју. Горња страна главе и доња покривна пера крила имају више или мање тамномрку боју, риђасту или сивкасту, са светлијом ивицом пера; доња покривна пера репа, а такође често и потиљак имају беле пеге. Доња страна главе је беле или беличасте боје, с уздужним пегама на грлу и врату које се шире по осталом делу тела, по мркој или мркориђој основној боји. На мрком репу виде се четири попречне тамније пруге, од којих су три прве веома зближене, док се последња налази на већем одстојању. Млади примерци су или потпуно тамномрке боје или пак имају много белог. Ноздрве су издужене; восковица је црнкаста код старијих мужјака, сива код женки и жута код младих птица. Веома су лењи, сатима може стајати на истом месту, већином на ивицама стена или појединачном дрвећу у пољу, где чека плен. Насупрот осталим грабљивицама, корача доста добро и лови инсекте трчећи за њима. Глас му је брзо „кикикик“, које се понавља, а понекад траје и неколико минута.

## Пребивалиште
Цела Европа, изузев најсевернијих крајева, домовина је осичара. Чешће живи у долинама него на средњим планинама, изгледа да не прелази висину од 1.000 метара, а осим тога његово пространство зависи од стања шума. Више или мање избегава чисто четинарске шуме, воли листопадне, али би радије живео у буковој него у храстовој шуми. Код нас се осичар гнезди широм целе земље, али је најчешћи у близини Делиблатске и Градиштанске пешчаре. Крајем априла па све до краја маја поједини осичари редовно путују до својих севернијих пребивалишта. А већ у августу почиње повратак да би се стигло до унутрашњности или чак и до југа Африке. Осичар редовно путује сам или у мањим групама, али се дешава да у току једног дана видимо стотине осичара како путују једном од својих главних путања.

## Исхрана
Осичар се храни углавном инсектима, нарочито осама, дивљим пчелама и стршљеновима. Он ископава саће и прождире мед и ларве. Међутим, осичар никада неће прогутати жаоку ових инсеката, него ће их јако вешто хвата попреко, затим стиска кљун и на тај начин откида врх задњег дела тела у ширини од неколико милиметара. Тај откинут део испушта и не гута га, јер би га жаока у устима или ждрелу или другим деловима органа за варење повредила. Овој исхрани треба додати правокрилце, лептире и тврдокрилце, затим ситне сисаре, јаја ситних или средњих птица, пужеве голаће, глисте, гуштере, змије, различите плодове и воће, понекад младе птице.

## Размножавање
Осичар гради гнездо у листопадној шуми која се граничи са пољем и ливадама или на усамљеном дрвећу у близини камењара и поља. Гнездо ретко прави сам и то само у невољи. Много радије узима старо гнездо мишара, па чак и вране и преправља уколико је то потребно. За време парења, пар се забавља на тај начин што се, као и друге грабљивице, нарочито као мишари, игра у лету високо у ваздуху. Женка сноси два или три јајета, а понекад и само једно.

## Галерија
- Осичар
- Осичар
- Глава осичара
- Јато осичара
- Јаје осичара